# Mary Webster (presunta strega)
Mary Webster (1624 circa – Hadley, 1696 circa) fu una presunta strega della cittadina di Hadley nel Massachusetts, ricordata per essere sopravvissuta al tentativo di linciaggio da parte di alcuni abitanti della città.

## Biografia

### Primi anni

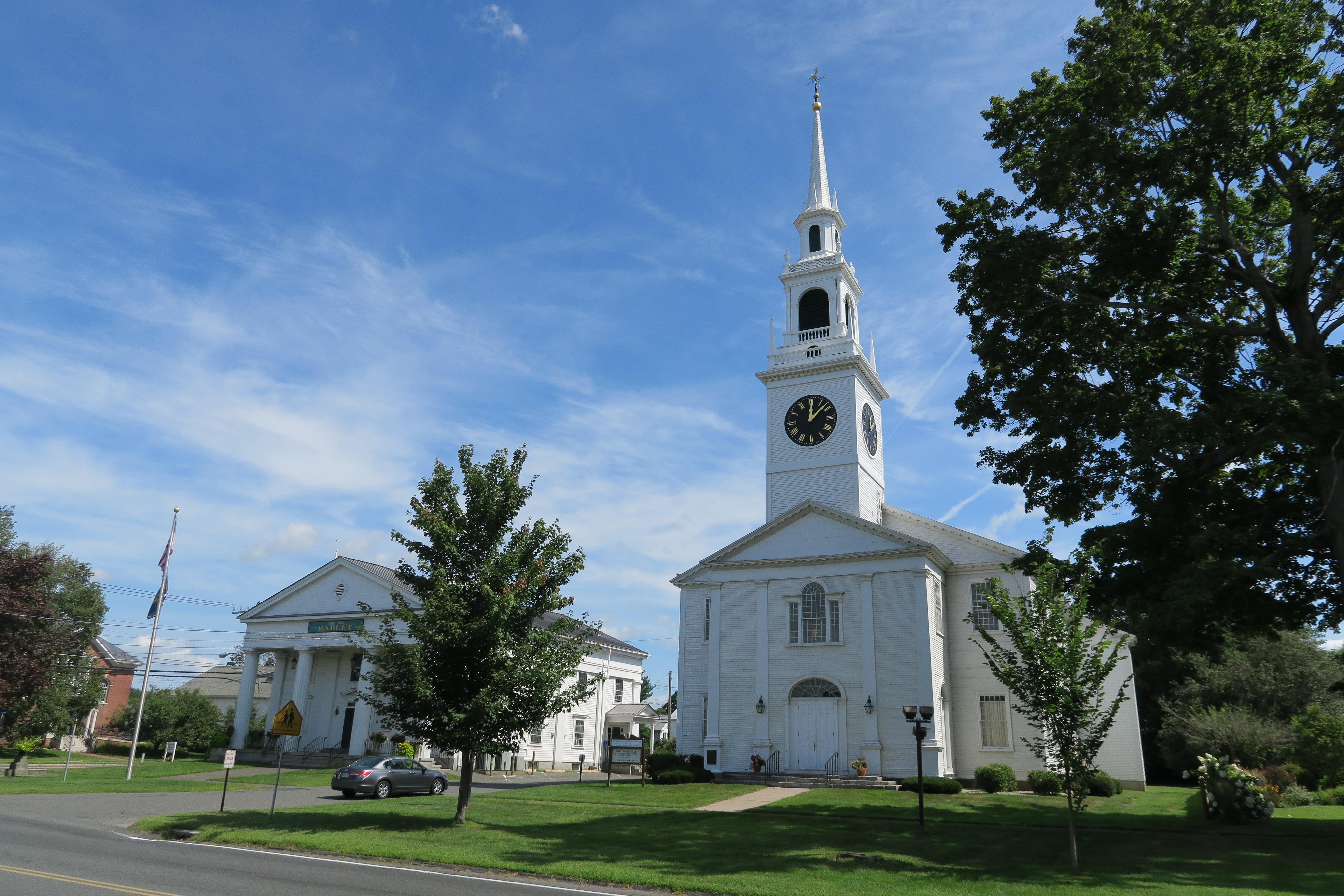
Vista del municipio e della First Congregational Church di Hadley ai giorni nostri

Mary Webster, nata Reeve, nacque in Inghilterra intorno al 1624 (la data esatta non è conosciuta), figlia di Thomas Reeve e Hannah Rowe Reeve. In seguito la famiglia si trasferì a Springfiels in quella che al tempo era conosciuta come colonia della Baia del Massachusetts.
Nel 1670 Mary sposò William Webster, che all'epoca aveva 53 anni, e i due si stabilirono nella cittadina puritana di Hadley nel Massachusetts. Benché William fosse forse uno dei figli dell'ex governatore della colonia del Connecticut e tra i fondatori di Hadley John Webster, la coppia aveva limitate disponibilità economiche, viveva in una piccola casa in mezzo ad un prato e doveva talvolta fare affidamento sull'aiuto degli abitanti della città per sopravvivere. La vita in povertà inasprì il carattere già duro di Mary, che era solita reagire in modo sgarbato quando veniva offesa.

### L'accusa di stregoneria e l'aggressione
Nel 1683, quando aveva circa 60 anni, Mary Webster venne accusata di stregoneria da alcuni suoi vicini. Tra gli indizi a suo carico vi erano il fatto che bovini e cavalli non volevano passare vicino a casa sua e che una volta, dopo che lei era entrata in una casa, una gallina era caduta dentro un camino precipitando in una pentola di acqua bollente, e a Mary venne trovato il segno di una scottatura sulla schiena.
Il 27 marzo i magistrati di Northampton esaminarono il suo caso, ma non riuscendo a decidere la inviarono a Boston, dove rimase in carcere fino al giorno del processo il 22 maggio. Il 1º giugno il tribunale di Boston la giudicò non colpevole e lei fece ritorno a Hadley.
Un anno e mezzo dopo, all'inizio di gennaio 1685, la donna fu nuovamente accusata da Philip Smith, un giudice e rappresentante della città, descritto anche come ipocondriaco nel libro The History of the Province of Massachusets Bay, from the Charter or King William and Queen Mary in 1691, until the year 1750, del governatore coloniale Thomas Hutchinson.
Smith, gravemente malato, accusò Mary di essere la causa della sua condizione. Per cercare di alleviare le sue sofferenze, un gruppo di amici del giudice aggredì Mary, la trascinò fuori dalla sua casa, le legò un cappio intorno al collo e la appese ad un albero. In seguito la donna venne tirata giù e sepolta nella neve, credendola morta. Ma Mary sopravvisse all'aggressione e visse ad Hadley per altri 11 anni, mentre Smith morì pochi giorni dopo.

## Il racconto di Cotton Mather

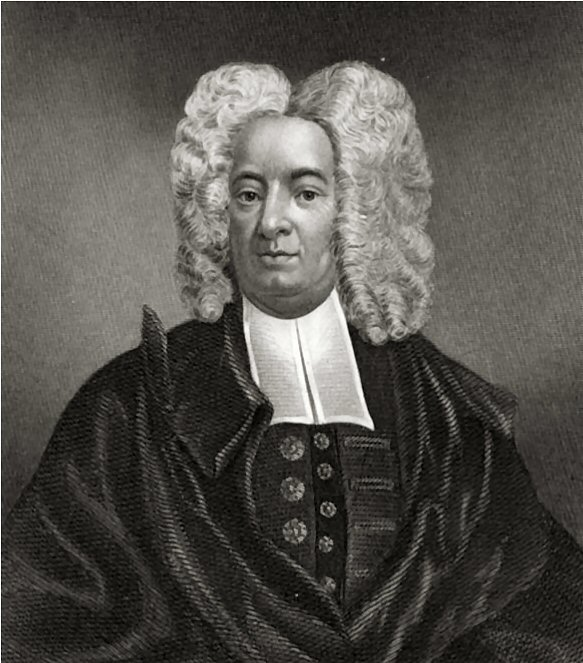
Ritratto di Cotton Mather

La vicenda degli ultimi giorni di Smith venne raccontata nel 1689 in un capitolo del libro Memorable Providences, Relating to Witchcrafts da Cotton Mather, pastore e scrittore puritano che sarebbe in seguito diventato famoso in relazione al processo alle streghe di Salem e all'inoculazione del vaiolo.
Mather descrisse il giudice come un uomo impeccabile e un pilastro della comunità, ucciso per opera di una stregoneria. Secondo Mather, Smith era convinto che una donna miserabile gli avesse fatto un incantesimo, e dei testimoni videro un animale grande come un gatto nel suo letto, senza riuscire a catturarlo. Lo scrittore non fece esplicitamente il nome di Mary Webster, ma raccontò che una notte per tre o quattro volte delle persone andarono a "disturbare" la donna, e solo in quella occasione il giudice riuscì a riposare bene. Mather riportò la storia anche nel suo libro Magnalia Christi Americana del 1702.

## Nella cultura di massa
La scrittrice canadese Margaret Atwood ha raccontato che Mary Webster potrebbe essere stata una sua antenata: il nome da ragazza di sua nonna era Webster, e affermava di essere una discendente di Mary Webster, anche se a volte smentiva la cosa pochi giorni dopo. La sua famiglia discende dal governatore della colonia del Connecticut John Webster, e secondo alcune fonti il marito di Mary, William Webster, era uno dei figli del governatore. Non ci sono però documenti storici che attestino che William e Mary ebbero dei figli assieme. Atwood scrisse la lunga poesia Half-Hanged Mary sulla storia di Mary Webster e le dedicò il suo romanzo Il racconto dell'ancella.
Uno degli episodi della seconda stagione della serie televisiva Lore - Antologia dell'orrore è incentrato sulla storia di Mary Webster.